# Kanton Ruynes-en-Margeride
Der Kanton Ruynes-en-Margeride war bis 2015 ein französischer Wahlkreis im Département Cantal und in der damaligen Region Auvergne. Er umfasste 13 Gemeinden im Arrondissement Saint-Flour; sein Hauptort (frz.: chef-lieu) war Ruynes-en-Margeride. Vertreter im conseil général des Départements war zuletzt von 1976 bis 2015 Louis Clavilier.

## Gemeinden
| Gemeinde            | Einwohner Jahr | Fläche km² | Bevölkerungsdichte | Code INSEE | Postleitzahl |
| ------------------- | -------------- | ---------- | ------------------ | ---------- | ------------ |
| Celoux              | 68 (2013)      | –          | – Einw./km²        | 15032      | 15500        |
| Chaliers            | 180 (2013)     | –          | – Einw./km²        | 15034      | 15320        |
| Chazelles           | 43 (2013)      | –          | – Einw./km²        | 15048      | 15500        |
| Clavières           | 222 (2013)     | –          | – Einw./km²        | 15051      | 15320        |
| Faverolles          | 308 (2013)     | –          | – Einw./km²        | 15068      | 15320        |
| Lorcières           | 180 (2013)     | –          | – Einw./km²        | 15107      | 15320        |
| Val d'Arcomie       | 999 (2013)     | –          | – Einw./km²        | 15108      | 15320        |
| Rageade             | 98 (2013)      | –          | – Einw./km²        | 15158      | 15500        |
| Ruynes-en-Margeride | 637 (2013)     | –          | – Einw./km²        | 15168      | 15320        |
| Saint-Just          | 207 (2013)     | –          | – Einw./km²        | 15195      | 15320        |
| Saint-Marc          | 82 (2013)      | –          | – Einw./km²        | 15197      | 15320        |
| Soulages            | 86 (2013)      | –          | – Einw./km²        | 15229      | 15100        |
| Védrines-Saint-Loup | 137 (2013)     | –          | – Einw./km²        | 15251      | 15100        |